# Barto (krater)
För andra betydelser, se Barto.
Barto är en nedslagskrater med en diameter på ungefär 48 kilometer, på planeten Venus. Barto har fått sitt namn efter författarinnan Agnia Barto.